# Marco Pallis
Marco Pallis (Liverpool, 19 juni 1895 - 5 juni 1989) was een Brits mysticus, schrijver in het Traditionalisme, bergbeklimmer en tibetoloog.

## Levensloop
Pallis diende het Britse leger in de Eerste Wereldoorlog in de Balkan als tolk en in Frankrijk als mitrailleurschutter. Een deel van de oorlog viel hij uit vanwege malaria en zware oogontsteking. Tijdens de Slag bij Cambrai (1917) (1917) werd hij in de knie geschoten en was voor hem de oorlog voorbij.
Na de oorlog stortte hij zich op zijn passies: vroege Engelse muziek en bergbeklimmen, met expedities naar Zwitserland, de Schotse Hooglanden.
Pallis maakte verschillende reizen naar Tibet, in eerste instantie vanwege de klimsport, maar later ook als onderzoeker van de Tibetaanse cultuur en de taal. Als Thubden Tendzin praktiseerde hij vanaf de jaren '40 het boeddhisme.
Na de invasie door China in 1950-1 legde hij zich toe op schrijven en ondersteunde hij Tibetaanse ballingen, onder wie Chögyam Trungpa.